# Atsuyoshi Furuta
Atsuyoshi Furuta (古田 篤良 Furuta Atsuyoshi?,  nacido el 27 de octubre de 1952 en Hiroshima) es un exfutbolista japonés que se desempeñaba como defensa.
Furuta jugó 32 veces para la Selección de fútbol de Japón entre 1971 y 1978. Furuta fue elegido para integrar la selección nacional de Japón para los Juegos Asiáticos de 1974 y 1978.

## Trayectoria

### Clubes
| Club  | País  | Año         |
| ----- | ----- | ----------- |
| Mazda | Japón | 1975 - 1984 |

### Selección nacional
| Selección | País  | Año         |
| --------- | ----- | ----------- |
| Absoluta  | Japón | 1971 - 1978 |

## Estadística de equipo nacional
| Selección de Japón | Selección de Japón | Selección de Japón |
| Año                | Part.              | Goles              |
| ------------------ | ------------------ | ------------------ |
| 1971               | 1                  | 0                  |
| 1972               | 4                  | 0                  |
| 1973               | 3                  | 0                  |
| 1974               | 5                  | 0                  |
| 1975               | 11                 | 0                  |
| 1976               | 2                  | 0                  |
| 1977               | 0                  | 0                  |
| 1978               | 6                  | 0                  |
| Total              | 32                 | 0                  |